# 奥菲达
奥菲达（義大利語：Offida），是意大利阿斯科利皮切诺省的一个市镇。总面积49.21平方公里，人口5335人，人口密度108.4人/平方公里（2009年）。ISTAT代码为044054。